# 瓦纳多 (路易斯安那州)
瓦纳多（英語：Varnado），是美国路易斯安那州下属的一座村镇。根据2010年美国人口普查，该市有人口1,461人。建置上，属于“village”。